# Lydia Oulmou
Lydia Oulmou (ur. 2 lutego 1986 r. w Bidżaja) – algierska siatkarka grająca na pozycji środkowej. Od sezonu 2015/2016 występuje w drużynie Pays d'Aix Venelles.

## Sukcesy klubowe
Puchar Francji:
- 2017

## Sukcesy reprezentacyjne
Igrzyska Afrykańskie:
- 2007, 2011

Mistrzostwa Afryki:
- 2009
- 2007, 2011, 2015

## Nagrody indywidualne
- 2003: Najlepsza blokująca Mistrzostw Afryki
- 2009: MVP i najlepsza atakująca Mistrzostw Afryki
- 2015: Najlepsza serwująca Mistrzostw Afryki